# زايفهنرسدورف
زايفنرزدورف (بالألمانية: Seifhennersdorf) هي بلدة ألمانية تقع في ألمانيا في ساكسونيا. يقدر عدد سكانها بـ 4,493 نسمة .

## أعلام
- ريكا راينيش
- رودلف أوتو نيومان
- برونو بول